# Berkeley Lake
Berkeley Lake je město v Gwinnett County, v Georgii, ve Spojených státech amerických. V roce 2011 žilo ve městě 1579 obyvatel. Od svých počátků od roku 1956 rostlo Berkeley Lake jako letní sídlo. Berkeley Lake se rozrostlo do prosperující komunity o rozměru (360000m2).

## Demografie
Podle sčítání lidí v roce 2000 žilo ve městě 1695 obyvatel, 601 domácností, a 504 rodin. V roce 2011 žilo ve městě 783 mužů (49,6%), a 796 žen (50,4%). Průměrný věk obyvatele je 46 let.